# 高田稔浩
高田稔浩（日语：／ Takada Toshihiro，1965年9月9日—），日本男子田径运动员。他曾代表日本参加2004年和2008年夏季残疾人奥林匹克运动会田径比赛，获得三枚金牌、二枚银牌和二枚铜牌。